# Turgay Doğan
Turgay Doğan (ur. 14 lutego 1984 w Tokat) – turecki siatkarz, grający na pozycji przyjmującego. Od stycznia 2020 roku występuje w drużynie Afyon Belediyespor Yüntaş.

## Sukcesy klubowe
Mistrzostwo Turcji:
- 2005, 2012
- 2014, 2015

Superpuchar Turcji:
- 2011, 2012, 2014[2]

Puchar Challenge:
- 2014

Puchar Turcji:
- 2015